# Kostel svatého Václava (Bratčice)
Kostel svatého Václava v Bratčicích v okrese Kutná Hora je římskokatolický filiální kostel zasvěcený svatému Václavovi. Patří do žlebské farnosti. Areál kostela se hřbitovem, chráněný jako kulturní památka, dominuje středu Bratčic. Vlastní budova je pozoruhodná dochovanými gotickými okny (byť zazděnými), středověkým východním štítem a hrotitým portálkem v jižní stěně. Kostel je typickým zástupcem nevelkých venkovských kostelíků v okolí Čáslavi, mezi nimiž však patří k největším. Pochází zřejmě z konce třináctého století, ze kdy se dochovala většina zdiva lodi i presbytáře. Výraznější přestavba proběhla až v osmnáctém století, kdy byla zazděna původní okna a nahrazena novými. Vznikl také nový krov a později přibyla věž v západním průčelí. Na začátku dvacátého století byl ve východní zdi presbytáře vybudován nový vstup.

## Historie
První písemná zmínka o bratčickém farním kostelu pochází z roku 1352 a nachází se v registru papežských desátků. Kostel byl ale založen v gotickém slohu okolo roku 1300, byť tvar okének v presbytáři nevylučuje mírně starší původ. Předpokládaným zakladatelem byla drobovická komenda. V šestnáctém století proběhla renesanční úprava, ale spočívala jen v nových omítkách fasád s rytinami imitujícími kvádry nárožní armatury a rámy oken. Větší byla barokní přestavba v průběhu osmnáctého století, ale menší úpravy probíhaly také ve století devatenáctém a dvacátém.
Roku 1904 byl proražen nový vstup do presbytáře a v roce 1936 byly zhotoveny nové vápenocementové omítky s režným povrchem. Poslední obnova se odehrála v letech 2002–2003, kdy byly historické omítky zpevněny a překryty vápenným štukem a jednobarevným světlým nátěrem žlutavého okru.

## Stavební vývoj
Gotická podoba bratčického kostela se podobala jiným vesnickým kostelům na Čáslavsku. Měla obdélnou loď s rozměry přibližně 13 × 10 metrů, na niž navazoval odsazený presbytář se čtvercovým půdorysem o délce strany asi sedm metrů. Zdivo je tvořené drobnými úlomky ruly, pouze v nárožích jsou použité pravidelnější kvádry. Do lodi se vstupovalo vápencovým profilovaným portálem v jižní zdi. Nad portálem bývala v pravidelných rozestupech trojice gotických oken. Dvě byla široká okolo 65 a 70 centimetrů a jejich výška dosahovala asi 160 centimetrů. Třetí okno mělo rozměry 90 × 275 centimetrů. Na severní straně lodi se nacházela tři okna s rozměry 60 × 130 centimetrů. Všechna okna mají románský charakter a dokládají tak přežívání starších zvyklostí na raně gotických stavbách. Fasádu kostela kryla hrubá omítka a okenní špalety byly rámované hlazenými paspartami.

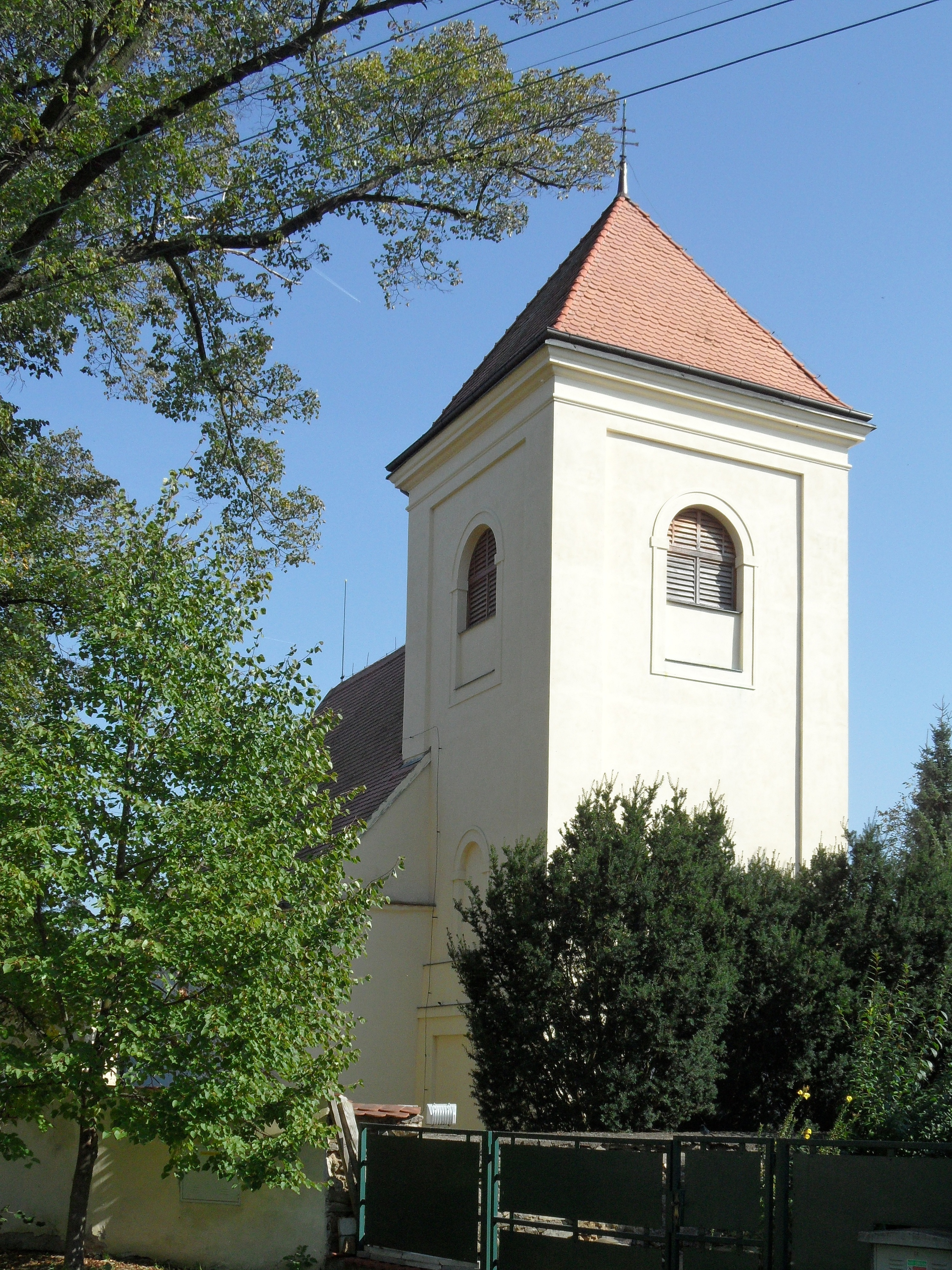
Věž

Presbytář byl zaklenut valenou hrotitou klenbou (podle starší práce Alžběty Brinbaumové byla klenba postavena až při renesančních úpravách). Interiér presbytáře osvětlovala dvě okénka v jižní stěně (90 × 170 centimetrů) a jedno ve stěně severní. Jeho předpokládaná šířka přesahovala jeden metr a vnější výška špalety měří asi 160 centimetrů. Jediným funkčním oknem středověkého stáří, porušeným mladšími úpravami, je okno na východní straně presbytáře.
Barokní přestavba částečně respektovala renesanční výzdobu omítek. Většina gotických oken při ní byla zazděna a nahrazena nově proraženými otvory. V úrovni střechy jsou krovy lodi a presbytáře oddělené středověkým štítem, v němž se nachází zhruba jeden metr široký průchod. Dochovaný krov s hambalkovou konstrukcí byl postaven nejspíše ve stejné době, v níž byla zazděna stará okna. Věž v západním průčelí přibyla snad v době okolo roku 1800. Zároveň byla stržena a nově postavena celá západní zeď lodi. Věž umožnila nový vstup do lodi ze západní strany, ale podle detailů ve zdivu je možné, že se na západě nacházel starší portál už předtím.
Roku 1824 byl postaven nový krov nad presbytářem, na východě ukončený valbou. Střechy věže a presbytáře byly v devatenáctém století kryté prejzy a na lodi bobrovkami. V poslední čtvrtině devatenáctého století byla zmenšena okna ve věži a zazděn půlkruhově zaklenutý průchod z věže do krovu nad lodí. Roku 1885 byly z podlahy vyjmuty mramorové náhrobky a zazděny do vnitřních stěn lodi a presbytáře.